# 尹海英
尹海英（韓語：윤해영，1972年5月1日—），韓國女演員，為SBS第三期藝人招募出身。
1992年至1994年，在作为演员出道之前，她是一名广告模特兒。
2010年2月20日，從數位首爾文化藝術大學美容藝術學系畢業，取得學士學位。

## 演出作品

### 電視劇
- 1995年：SBS《期待重逢》
- 1996年：KBS《今天是南東風》
- 1998年：MBC《看了又看》
- 2001年：KBS《人生多美好》飾演 劉秀晶
- 2001年：KBS《小氣家族》
- 2003年：KBS《百萬朵玫瑰》
- 2005年：SBS《鑽石的眼淚》
- 2006年：MBC《愛情無法擋》
- 2006年：SBS《愛情與野望》飾演 在恩
- 2007年：KBS《比天高比地厚》飾演 朴明珠
- 2008年：MBC《大象》飾演 海英
- 2008年：KBS《我的愛金枝玉葉》飾演 朴千麻
- 2009年：KBS《薔花紅蓮》飾演 紅蓮
- 2010年：KBS《Drama Special－熱咖啡》
- 2012年：KBS《Big》飾演 李靜慧（多蘭母）
- 2012年：SBS《因為是你才喜歡》飾演 姜珍珠
- 2013年：KBS《總理與我》飾演 羅允熙
- 2014年：MBC《狎鷗亭白夜》飾演 都敏玖
- 2015年：KBS《依然綠茵的日子》飾演 鄭德希／鄭愛心
- 2015年：MBC《華麗的誘惑》飾演 白清美
- 2016年：SBS《Doctors》飾演 尹智英
- 2018年：SBS《Ms.Ma，復仇的女神》飾演 李美順／李靜伊
- 2019年：MBC《有瑕疵的人們》飾演 吳美子
- 2021年：TV朝鮮《結婚作詞，離婚作曲》飾演 池秀熙（2季；特別演出）
- 2021年：KBS《即使被騙也要做夢》飾演 吳敏熙
- 2023年：TV朝鮮《榴蓮小姐》飾演 張世美
- 2023年：MBC《第三次結婚》飾演 閔海逸

### 電影
- 2008年：《很抱歉的城市》（客串）

## 外部連結
- 尹海英的Instagram帳戶